# 巴黎地铁18号线

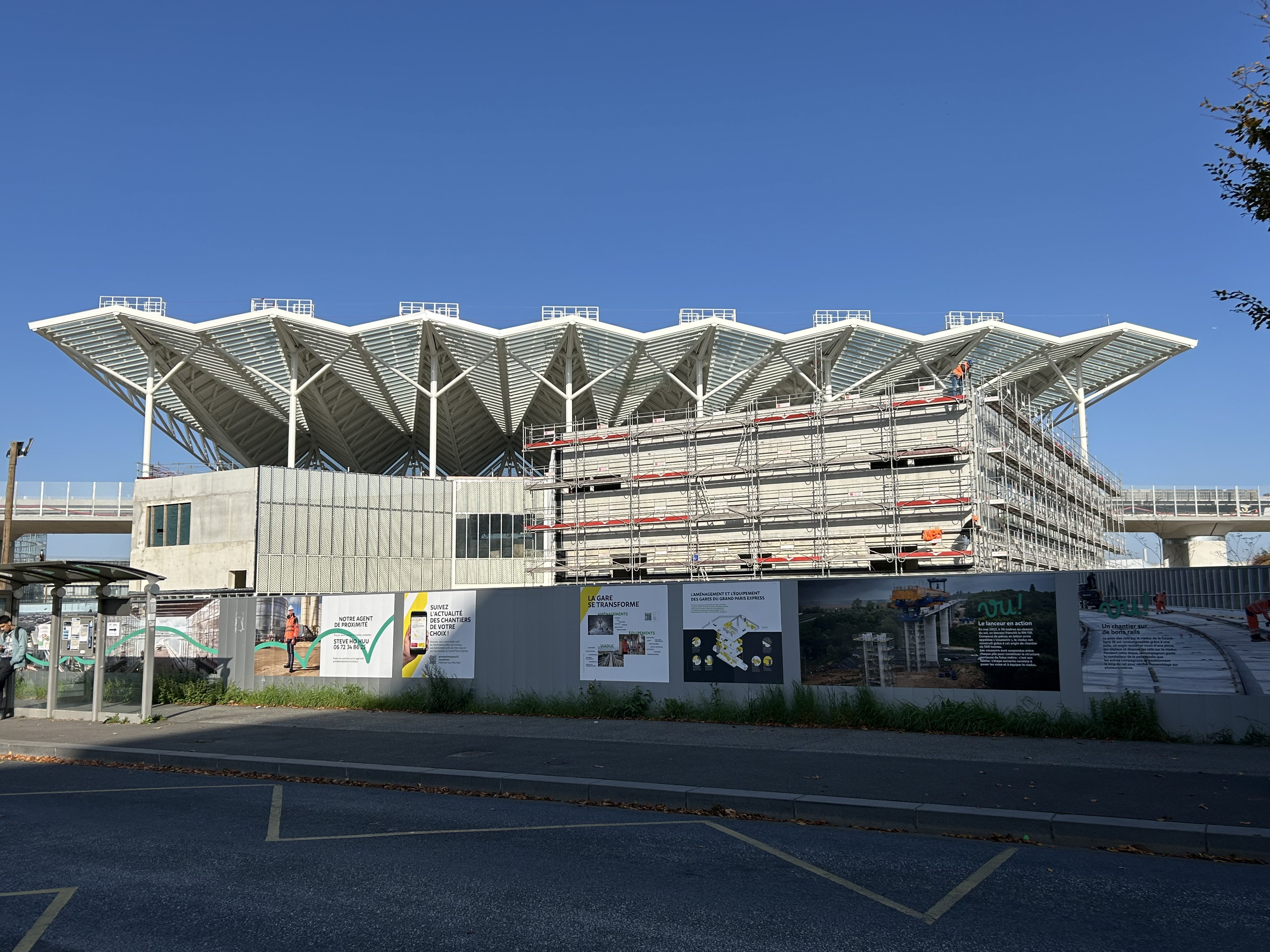
興建中的瑪格麗特佩里站 (2024年11月)

巴黎地铁18号线（法語：Ligne 18 du métro de Paris）是巴黎地铁一条在建的地铁线路，为自动地铁，全程35公里，计划于2030年后完成。2026年开通帕莱索站（Massy-Palaiseau）至CEA Saint-Aubin；2027年开通帕莱索站至奥利机场；2030年开通 CEA Saint-Aubin至凡尔赛尚捷站。18号线的其中一项职责是为巴黎-萨克雷科技中心和巴黎-萨克雷大学提供交通服务。